# Shan Xiaona
Shan Xiaona (chiń. 單曉娜; ur. 18 stycznia 1983 w Anshan) – niemiecka tenisistka stołowa pochodzenia chińskiego, srebrna medalistka olimpijska, multimedalistka mistrzostw Europy, dwukrotna mistrzyni igrzysk europejskich.
W latach 2006–2007 występowała w międzynarodowych zawodach ITTF Pro Tour jako reprezentantka Singapuru, od 2012 roku startuje w barwach Niemiec.
W 2016 roku wzięła udział w igrzyskach olimpijskich w Rio de Janeiro. Zaprezentowała się w jednej konkurencji – zdobyła srebrny medal olimpijski w grze drużynowej (wspólnie z nią niemiecki zespół stanowiły Han Ying i Petrissa Solja).
W latach 2013–2018 zdobyła siedem medali mistrzostw Europy (trzy złote i cztery srebrne), a w latach 2015–2019 dwa złote medale igrzysk europejskich w grze drużynowej.